# Jean-Jacques Nattiez
Pour les articles homonymes, voir Nattiez.
Jean-Jacques Nattiez est un musicologue, sémiologue et critique littéraire d'origine française, naturalisé canadien, né le 30 décembre 1945 à Amiens, en France.

## Biographie
Son père était professeur de lettres, mais également un musicien (pianiste) amateur, qui lui transmet en particulier son amour de la musique de Richard Wagner. Très vite, il ira régulièrement au Festival de Bayreuth, où il fut même machiniste, pour approcher la musique de ce compositeur. Promoteur d'une sémiologie de la musique, il est actuellement professeur émérite du département de musique à l'Université de Montréal, dans laquelle il travaille depuis 1970. Il a principalement étudié la sémiologie avec Georges Mounin, Jean Molino et Nicolas Ruwet, avant d'appliquer les concepts de cette discipline à la musique. Selon le modèle tripartite de Jean Molino, il distingue dans ses interprétations entre « les conduites compositionnelles » de l'auteur, la réalité matérielle du texte produit et l'interprétation de celui-ci, ces trois niveaux évoluant eux-mêmes avec le temps, en devenir permanent, et donc sans interprétation définitive et unique.
Dans ses ouvrages et dans son travail de musicologue, Jean-Jacques Nattiez touche à toutes les sphères de la musique. Il est considéré comme un des pionniers de la sémiologie musicale avec des ouvrages comme Fondements d'une sémiologie de la musique et Musicologie générale et sémiologie. Il a beaucoup travaillé et commenté, dans plusieurs de ses publications, l'œuvre de Richard Wagner, ou encore les écrits théoriques et les œuvres du compositeur et chef d'orchestre Pierre Boulez. Il est aussi connu pour ses travaux concernant la musique et la littérature, par exemple dans l'œuvre de Marcel Proust (Proust musicien, 1984), il s'interroge sur la notion de correspondance des arts. 
Par ailleurs, il a effectué de nombreuses études ethnomusicologiques en Ouganda, au Mexique, en Sibérie, chez les Aïnous du Japon et chez les Inuits. Son travail ethnomusicologique sur la musique des Inuits a débuté dans les années 1970. L’entreprise devait, au départ, mener à une publication synthèse sur la musique Inuit allant de l’Alaska au Groenland. Son livre La Musique qui vient du froid. Arts, chants et danses des Inuit sorti en 2023 est l’aboutissement de ce projet.
Entre 2003 et 2007, il a dirigé l'édition des cinq volumes de Musiques. Une encyclopédie pour le XXIe siècle, parus chez Actes Sud. Il est aussi l'auteur d'un roman, Opéra, paru au Québec en 1997. En 1993, à deux reprises, il est professeur invité au Collège de France, à l'initiative de Pierre Boulez et d'Yves Bonnefoy. Il dirige la collection « Musiques » chez Christian Bourgois éditeur. Il a également publié en 1968 un livre sur Fidel Castro, quelque temps avant ses débuts à l'Université de Montréal.
Jean Jacques Nattiez entreprend actuellement la réalisation d’un ouvrage qui s’intitulera Traité de musicologie générale.

## Prix, reconnaissances et honneurs
- 1988 - Membre de la Société royale du Canada
- 1988 - Bourse Killam
- 1989 - Prix André-Laurendeau
- 1989 - Médaille Dent de la Royal Musical Association de Londres
- 1990 - Prix Diego-Fabbri du meilleur livre sur la musique
- 1990 - Prix Molson
- 1994 - Prix Léon-Gérin
- 1997 - Prix Humboldt de la Fondation Alexander von Humboldt
- 1997 - Prix Québec-Paris
- 1997 - Prix Opus
- 1998 - Prix Koizumi-Fumio pour ses travaux en ethnomusicologie
- 1998 - Prix Louis-Hémon de l'Académie de Languedoc
- 1999 - Prix Opus
- 2001 - Chevalier de l'Ordre national du Québec[6]
- 2001 - Prix Opus, personnalité de l'année
- 2004 - Prix Izaak-Walton-Killam
- 2009 - Médaille de l'Académie des lettres du Québec et médaille d'or du Conseil de recherches en sciences humaines du Canada[7]
- 2016 - Officier de l'Ordre national du Québec[8]
- 2023 - Prix du jury du Prix du Livre France Musique - Claude Samuel[9]

## Œuvres
- Fidel Castro : avec ses textes essentiels, Présentation, choix de textes, chronologie, Bibliographie, documents photographiques, Paris, Éditions Seghers, coll.« Destins politiques », 1968, 190p.
- Fondements d'une sémiologie de la musique, Paris, Union générale d'éditions, coll. « 10/18. Esthétique » no 1017, 1976, 448 p.  (ISBN 2-264-00003-1)
- Tétralogies, Wagner, Boulez, Chéreau : essai sur l'infidélité, Paris, Christian Bourgeois Éditeur, coll. « Musique/Passé/Présent », 1983, 286 p.  (ISBN 2-267-00323-6)
- Proust musicien, Paris, Christian Bourgois Éditeur, 1984, 179 p.  (ISBN 2-267-00371-6) ; nouvelle édition revue et corrigée, Paris, Christian Bourgois Éditeur, coll. « Musiques », 1999, 189 p.  (ISBN 2-267-01484-X)
- Musicologie générale et sémiologie, Paris, Christian Bourgeois Éditeur, coll. « Musique/Passé/Présent », 1987, 400 p.  (ISBN 2-267-00500-X)
- De la sémiologie à la musique, Montréal, Presses de l'Université du Québec à Montréal, coll. « Cahiers du Département d'études littéraires » no 10 1988, 345 p.  (ISBN 2-89276-040-2)
- Wagner androgyne: essai sur l'interprétation, Paris, Christian Bourgois Éditeur, coll. « Musique/Passé/Présent », 1990, 415 p.  (ISBN 2-267-00707-X)
- Le Combat de Chronos et d’Orphée: essais, Paris, Christian Bourgois Éditeur, coll. « Musique/Passé/Présent », 1993, 242 p.  (ISBN 2-267-01166-2)
- Opéra (roman), Montréal, Leméac, 1997, 221 p.  (ISBN 2-7609-3190-0)
- La Musique, la Recherche et la Vie: Un dialogue et quelques dérives, Montréal, Leméac, 1999, 256 p.  (ISBN 978-2-7609-0595-5)
- Musiques, une encyclopédie pour le XXIe siècle, ouvrage collectif de référence en 5 tomes sous la direction de Jean-Jacques Nattiez, Arles, Actes Sud, coll. « Cité de la musique », 2003  (ISBN 978-2-7427-4204-2)
- Les Esquisses de Richard Wagner pour "Siegfried's Tod" (1850) : essai de poïétique, Paris, Société française de musicologie, coll. « Publications de la Société française de musicologie. Troisième série » no 9, 2004, 159 p.  (ISBN 2-85357-013-4)
- Profession musicologue, Montréal, Presses Universitaires de Montréal, 2008, 72 p.  (ISBN 978-2-7606-2049-0)
- Lévi-Strauss musicien : essai sur la tentation homologique, Arles, Actes Sud, 2008, 241 p.  (ISBN 978-2-7427-7896-6)
- La Musique, les Images et les Mots, Montréal, Éditions Fides, coll. « Métissages », 2010, 274 p.  (ISBN 978-2-7621-3018-8)
- La Pensée de Boulez à travers ses écrits, textes réunis et présentés par Jean-Jacques Nattiez, en collaboration avec Jonathan Goldman et François Nicolas, Paris, Éditions Delatour, coll. « Musique/Recherches », 2010  (ISBN 978-2-7521-0076-4)
- La Musique et le Discours : apologie de la musicologie, Anjou (Québec, Canada), Éditions Fides, coll. « Les Grandes Conférences », 2011, 49 p.  (ISBN 978-2-7621-3032-4)
- Analyses et interprétations de la musique. La mélodie du berger dans le Tristan et Isolde de Wagner, Paris, Vrin, coll. « Musicologies », 2013, 401 p.  (ISBN 978-2-7116-2512-3)
- Wagner antisémite : un problème historique, sémiologique et esthétique, Paris, Christian Bourgois Éditeur, coll. « Musique/Passé/Présent », 2015, 708 p.  (ISBN 978-2-267-02903-1)
- Les récits cachés de Richard Wagner : Art poétique, rêve, sexualité du Vaisseau fantôme à Parsifal, Montréal, Les Presses de l'Université de Montréal, 2018, 168 p.  (ISBN 978-2-7606-3840-2)
- Fidélité et infidélité dans les mises en scène d'opéra, Paris, Vrin, coll. « Musicologies », 2019, 311 p.  (ISBN 978-2-7116-2896-4)
- La musique qui vient du froid: Arts, chants, et danses des Inuit, préface de Lisa Qiluqqi Koperqualuk, Montréal, Les Presses de l'Université de Montréal, 2022, 468 p.  (ISBN 978-2-7606-4672-8)
- (Avec Renaud Nattiez) Hergé Musicien ? Montréal, Presses de l'Université de Montréal, 2025, 95 p.  (ISBN 978-2-7606-5-1302)